# Райки (Московская область)
Райки — деревня в городском округе Лосино-Петровский Московской области России.

## Население
| 1852 | 1859 | 1869 | 1899 | 1926 | 2002 | 2006 |
| ---- | ---- | ---- | ---- | ---- | ---- | ---- |
| 136  | ↗140 | ↘72  | ↘54  | ↗353 | ↘59  | ↗182 |
| 2010 |      |      |      |      |      |      |
| ↘84  |      |      |      |      |      |      |

## География
Деревня Райки расположена на северо-востоке Московской области, в северо-западной части городского округа Лосино-Петровский, на Щёлковском шоссе А103, примерно в 22 км к северо-востоку от Московской кольцевой автодороги и 8 км к востоку от одноимённой железнодорожной станции города Щёлково (по дорогам — около 9 км), в междуречье Клязьмы и Любосеевки.
В 5 км северо-западнее деревни проходит Фряновское шоссе Р110, в 2,5 км к юго-западу — Монинское шоссе Р109, в 13 км к северо-востоку — Московское малое кольцо А107. Ближайшие населённые пункты — деревня Улиткино и посёлок Юность и Свердловский.
В последнее время, территория деревни Райки очень динамично развивается, и постоянно прирастает населением, за счёт очень удобного расположения всех необходимых социальных объектов, включая очень хорошую транспортную доступность и близость к общественному транспорту. Старые дачные места в долине реки Клизмы, активно обживают люди. Деревня Райки является одним из престижных мест с отличной экологией. Благодаря реке, воздух в её долине всегда свежий. В деревне 11 улиц — Больничная, Кузнецкая, Центральная и Чеховская, Свободы, Березовая, Солнечная, Заповедная, Спортивная, Дружная, Ольховая. В границах деревни расположены  8 садоводческих товариществ (СНТ).
Связана автобусным сообщением с городами Москвой и Черноголовкой.

## История
В середине XIX века относилась ко 2-му стану Богородского уезда Московской губернии и принадлежала майору Агею Васильевичу Абазе. В деревне было 14 дворов, крестьян 70 душ мужского пола и 66 душ женского.
В «Списке населённых мест» 1862 года — владельческое сельцо 2-го стана Богородского уезда Московской губернии на Стромынском тракте, в 22 верстах от уездного города и 2 верстах от становой квартиры, при реке Клязьме, с 14 дворами, заводом и 140 жителями (70 мужчин, 70 женщин).
По данным на 1869 год — деревня Гребневской волости 3-го стана Богородского уезда с 23 дворами, 23 деревянными домами и 72 жителями (36 мужчин, 36 женщин), из которых 5 грамотный. При деревне была харчевня и хлебный магазин. Количество земли составляло 150 десятин, в том числе 45 десятин пахотной. Имелось 10 лошадей, 18 единиц рогатого и 15 единиц мелкого скота.
В 1913 году — 43 двора, усадьба «Райки» М. Т. Некрасовой.
По материалам Всесоюзной переписи населения 1926 года — деревня Улиткинского сельсовета Щёлковской волости Московского уезда в 2,8 км от Анискинского шоссе и 9 км от станции Щёлково Северной железной дороги, проживало 353 жителя (161 мужчина, 192 женщины), насчитывалось 64 крестьянских хозяйства.
С 1929 года — населённый пункт Московской области в составе:
- Улиткинского сельсовета Щёлковского района (1929—1954)[20],
- Анискинского сельсовета Щёлковского района (1954—1959, 1960—1963, 1965—1994)[21][22][23],
- Анискинского сельсовета Балашихинского района (1959—1960)[21][24],
- Анискинского сельсовета Мытищинского укрупнённого сельского района (1963—1965)[25],
- Анискинского сельского округа Щёлковского района (1994—2006)[23],
- сельского поселения Анискинское Щёлковского муниципального района (2006 — 2018)[26][27].
- городского округа Лосино-Петровский Московской области (23.05.2018 — н.в.)[28]

Постановлением Губернатора Московской области от 5 мая 2004 года № 79-ПГ в состав деревни была включена территория посёлка больницы МИД СССР Анискинского сельского округа.

## Знаменитые жители
По заказу владельца усадьбы Райки И. И. Некрасова в начале XX века в имении был построен целый комплекс из 14 загородных домов, архитектором которых выступил признанный мастер московского модерна Лев Кекушев. В этот период усадьба получила прозвище «Монмартр», поскольку её гостями были знаменитые художники Леонид Пастернак, Василий Суриков, Пётр Кончаловский и другие.